# Chapelle Saint-Antoine-l'Ermite de Breil-sur-Roya
Pour les articles homonymes, voir Chapelle Saint-Antoine et Saint-Antoine.
La chapelle Saint-Antoine-l'Ermite est une chapelle située à Breil-sur-Roya dans le département français des Alpes-Maritimes.

## Historique
Au XVIIIe siècle, la chapelle Saint-Antoine-l'Ermite faisait partie des chapelles situées à l'extérieur des remparts. Elle a été bâtie à la sortie sud de Breil dans la vallée de la Roya, à quelques mètres de la porte de Gênes. Elle permettait aux pèlerins et aux voyageurs de faire leurs dévotions et de se placer sous la protection du saint avant de s'aventurer sur des chemins souvent peu sûrs.
La chapelle est couverte d’un toit de lauzes.
Cette chapelle fait l’objet d’une inscription au titre des monuments historiques depuis le 12 décembre 1936.